# Toyama
Toyama (富山市 Toyama-shi?) este un municipiu din Japonia, centrul administrativ al prefecturii Toyama.

## Date generale
Orașul este capitala prefecturii Toyama și este situat pe coasta Mării Japoniei, în regiunea Chūbu din centrul insulei Honshū, la aproximativ 200 km nord de orașul Nagoya și 300 km nord-vest de Tokyo.

## Orașe înfrățite
- Durham, Carolina de Nord, Statele Unite ale Americii
- Mogi das Cruzes, São Paulo (stat), Brazilia
- Qinhuangdao, Hebei, China
- Wellington, New South Wales, Australia